# Vernichten und Heilen
Vernichten und Heilen. Der Nürnberger Ärzteprozess und seine Folgen ist ein erstmals im Jahr 2001 von Klaus Dörner und Angelika Ebbinghaus im Aufbau-Verlag herausgegebenes Sammelwerk mit Beiträgen 13 weiterer Autoren, das sich mit verschiedenen Aspekten des Nürnberger Ärzteprozesses befasst. Es wird u. a. im wissenschaftlichen Bereich vielfach rezipiert.
Das 675 Seiten umfassende Buch entstand im Kontext zur 1999 im K. G. Saur Verlag veröffentlichten Mikrofiche-Edition Der Nürnberger Ärzteprozess 1946/47. Die Edition umfasst 381 Fiches mit Wortprotokollen, Anklage- und Verteidigungsmaterial sowie Quellen zum Prozessumfeld, ferner einen für die Nutzung des gesamten Materials bedeutenden Erschließungsband mit 578 Seiten. Herausgegeben wurde die Edition im Auftrag der Stiftung für Sozialgeschichte des 20. Jahrhunderts von Klaus Dörner, Angelika Ebbinghaus und Karsten Linne in Zusammenarbeit mit Karl Heinz Roth und Paul Weindling.
Zu den weiteren Autoren von Vernichten und Heilen zählen neben den Herausgebern sowie Karl Heinz Roth und Paul Weindling u. a. Gerhard Baader, Michael H. Kater, Alfons Labisch, Jürgen Peter, Ulf Schmidt, Hans-Walter Schmuhl, Loretta Walz, Rolf Winau und Michael Wunder.

## Rezensionen
Im April 2001 lobte Linus S. Geisler das Werk, in dem die „Herausgeber gemeinsam mit dreizehn weiteren Autoren alle wesentlichen Fakten, Aspekte und Folgen des Nürnberger Ärzteprozesses zusammengetragen“ hätten, in der Frankfurter Rundschau als „unbedingt lesenswert und zugleich in einem beklemmenden Sinn aufschlussreich“.
Thomas Gerst schrieb im April 2001 im Deutschen Ärzteblatt: Vernichten und Heilen. Der Nürnberger Ärzteprozess und seine Folgen „nähert sich unter verschiedenen Perspektiven seinem Untersuchungsgegenstand. Vorgeschichte und Folgen des Ärzteprozesses werden ebenso dargestellt wie die Durchführung verbrecherischer Forschungsversuche an Menschen oder im Zusammenhang mit dem Prozessgeschehen aufkommende medizinethische Problemstellungen. Als beispielhaft können die Ausführungen von Angelika Ebbinghaus und Karl Heinz Roth zu den kriegschirurgischen Experimenten in den Konzentrationslagern hervorgehoben werden. Beeindruckend sind die Interviews mit den Opfern der Menschenversuche, die wie Versuchskaninchen den Experimenten wehrlos ausgeliefert waren.“
Wolfgang U. Eckart befasste sich im Juli 2001 in Die Zeit mit dem Werk: „Angelika Ebbinghaus und Klaus Dörner ist es zu danken, dass dieses – nach Alexander Mitscherlichs und Fred Mielkes Medizin ohne Menschlichkeit (1947) – vielleicht wichtigste Werk über die deutschen Medizinverbrechen während der NS-Diktatur erscheinen konnte. Wichtig nicht nur deshalb, weil die Autoren minutiös das Grauen deutscher Forschungsmedizin zwischen 1939 und 1945 dokumentieren, sondern weil hier erstmals auch die Hintergründe des Nürnberger Ärzteprozesses 1946/47, seine Vorgeschichte und seine Wirkungen im Hinblick auf die Ethik des Humanexperiments beleuchtet werden. Herausragend in der Auswertung neuer Quellen ist fraglos der Beitrag von Karl Heinz Roth über die menschenverachtenden luftfahrtmedizinischen Versuche in Dachau. Besonders hervorzuheben sind daneben auch die Aufsätze von Angelika Ebbinghaus über Opfer und Täter der kriegschirurgischen Experimente in den Konzentrationslagern und von Klaus Dörner über das Selbstverständnis der angeklagten Mediziner.“ Weiter schrieb er, dass man diesen Band lesen müsse, jedoch zuletzt vielleicht doch nicht verstehen kann, „denn das Geschilderte ist zu monströs.“
In der Frankfurter Allgemeinen Zeitung rezensierte im Oktober 2001 Udo Schumacher das Werk und schrieb, dass er „kein besseres Buch als das vorliegende“ kenne, um „die besondere historische Dimension und Verantwortung Deutschlands“ zu verstehen „und das Nachdenken über ethisches ärztliches Handeln anzuregen“.

## Ausgaben
- Angelika Ebbinghaus, Klaus Dörner (Hrsg.): Vernichten und Heilen. Der Nürnberger Ärzteprozeß und seine Folgen. 1. Auflage. Aufbau-Verlag, Berlin 2001, ISBN 3-351-02514-9, 675 S. (gebundenes Buch).
- dies. (Hrsg.): Vernichten und Heilen. Der Nürnberger Ärzteprozeß und seine Folgen. 1. Auflage. Aufbau-Taschenbuch-Verlag, Berlin 2002, ISBN 3-7466-8095-6, 675 S. (Taschenbuch).